# Karl 7. af Frankrig
Karl 7. af Frankrig (fransk: Charles VII; født 22. februar 1403, død 22. juli 1461 med tilnavnene den Sejrrige (fransk: le Victorieux) og den Veltjente (fransk: le Bien-Servi)) var konge af Frankrig fra 1422 til 1461.
Karl var søn af kong Karl 6. og Isabella af Bayern. Han blev tronarving efter fire ældre brødre var døde i ung alder. Hans regering var præget af krig med England, hvori hans ret til den franske krone blev udfordret af kong Henrik 5. Han blev efterfulgt af sin ældste søn, Ludvig 11.